# Жабо
Жабо̀то представлява орнаментирана част от облеклото – декоративна дантела или шифон, красяща гърдите. Служи като украшение и се разполага над ризи и блузи.

## Етимология
Името му произлиза от фр. jabot – тънкостена торбичка, част от хранопровода при птиците (гушата).

## История
Появата на жабото е в кралския двор на Луи XIV, крал на Франция. Жабото еволюира от декоративен кант на деколтето на мъжките ризи приблизително в средата на 17 век и е било важен моден аксесоар за всеки истински джентълмен до края на 18 век. Типично е за колониалните чиновници, но се среща и при моряците. В края на 19 век се появява и в гардероба на жените. Френските жени носят голям триъгълен шал, наречен Le fichu.
В нач. на 19 век жабото присъства сред модерните жени като декоративен аксесоар, като същевременно продължава да се появява на мъжките ризи.
Впоследствие се носи като отделна дреха, вързана или фиксирана с брошка към ризата.

## Днес
В наши дни жабото се ползва от певчески хорове, митнически служители, съдебни служители (Германия, Австралия, Франция, САЩ) и др.
Жабото е част от полския съдебен костюм, с фиксирани цветове:
- Прокурор – червен
- Адвокат – зелен
- Съдия – пурпурен
- Юрисконсулт – син
- Съветник и старши съветник на главния прокурор на държавната хазна – синьо-сиво
- Съдия на Конституционния съд – националните цветове, бели и червени

Изместено е от масова употреба от вратовръзките и папионките.
В художествената литература жабото присъства заради своя аристократичен и елегантен имидж, в персонажи като аристокрация, кралски особи, камериерки и пирати.

## Галерия
- Френският крал Луи XIV, 1667 г.
- Риза на английски господар от 1840 г.
- Женско жабо, ок. 1900 г.
- Женско жабо, ок. 1900 г.